# Río Dúrcal
El río Dúrcal, también llamado  río Ízbor en su tramo bajo, es un río del sur de la península ibérica perteneciente a la cuenca mediterránea andaluza que discurre en su totalidad por la comarca del Valle de Lecrín, en la provincia de Granada. 

## Curso
El río Dúrcal nace en la zona occidental del macizo de Sierra Nevada, concretamente en un circo glaciar al pie de los Tajos Altos y el Tosal del Cartujo. En la cabecera del río confluyen varios barrancos procedentes de las cumbres de la sierra. Desciende por un valle abrupto y atraviesa la fosa tectónica del Valle de Lecrín hasta su desembocadura en el río Guadalfeo, en las inmediaciones de la presa de Rules, tras un recorrido de más de 38 km. Antes, en su curso, se encuentra el embalse de Béznar. 
Sus principales afluentes por la margen izquierda son el río Lanjarón, de 20,8 km de longitud, y el río Torrente. Por la margen derecha, el río Santo.

## Cuenca
La cuenca del río Dúrcal abarca una superficie de 456 km². De la red de acequias que regulan el ciclo hidrológico de Sierra Necada, en la cuenca del Dúrcal destaca la acequia de Los Hechos, que tiene un gran valor ambiental y extiende los pastizales de montaña.